# ČSD-Baureihe T 478.4
Die ČSD-Baureihe T 478.4 (ab 1988 Baureihe 754) ist eine dieselelektrische Universallokomotive der ehemaligen Tschechoslowakischen Staatsbahn (ČSD). Dem markanten Äußeren mit den blendfreien Führerständen verdanken die Lokomotiven ihren Spitznamen Taucherbrille bzw. Brillenschlange (Brejlovec).

## Geschichte

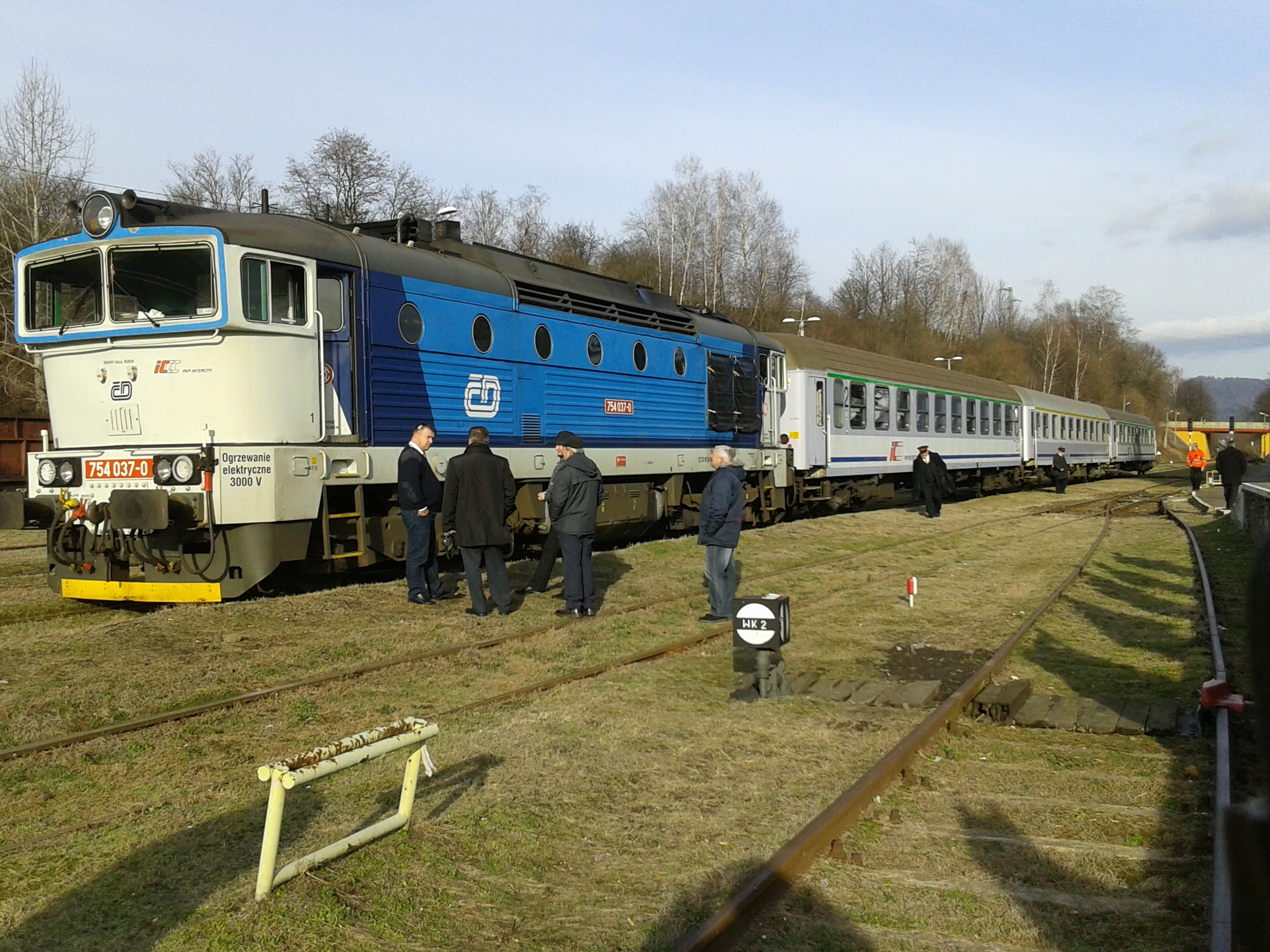
754.037 wurde 2014 an PKP Intercity verliehen, hier vor einem TLK in Zagórz (2014)

Die Lokomotiven sind eine Weiterentwicklung des Vorgängertyps T 478.3, dabei erhielten sie stärkere Motoren und eine elektrische Zugheizanlage. Die ersten beiden Prototypen entstanden 1975 bei ČKD in Prag. In den Jahren 1978–1980 wurden dann 78 Serienlokomotiven gefertigt.
Mit der Einführung des EDV-Nummernsystems im Jahre 1988 erhielten die Lokomotiven die neue Baureihennummer 754 mit nur noch 3-stelliger Ordnungsnummer.
Die Maschinen sind bei den heutigen České dráhy (ČD) und Železničná spoločnosť Slovensko (ZSSK) noch im Einsatz.
Fünf Lokomotiven der ČD sind seit 2014 an das polnische Eisenbahnverkehrsunternehmen PKP Intercity verliehen, das die Fahrzeuge auf nicht elektrifizierten Strecken vor hochwertigen Fernreisezügen einsetzt. Der Mietvertrag wurde im Dezember 2020 verlängert.